# Chapelle du Saint-Sépulcre de Beaumont-du-Ventoux
Pour les articles homonymes, voir Église du Saint-Sépulcre.
La chapelle du Saint-Sépulcre est une chapelle romane située au hameau des Valettes près de Beaumont-du-Ventoux, dans le département français de Vaucluse en région Provence-Alpes-Côte d'Azur.

## Historique
La chapelle du Saint-Sépulcre, classée Monument Historique, est un superbe édifice de la Provence se trouvant sur la commune de Beaumont-du-Ventoux, isolé en pleine campagne et établi sur une pente rocheuse non-loin des carrières de molasse burdigalienne. Ces carrières furent utilisées dès l'époque romaine, au Moyen Âge et jusqu'au début du XXe siècle puis rouvertes pour la restauration du pont de Vaison-la-Romaine après les crues de 1992. La chapelle du Saint-Sépulcre de Beaumont était une dépendance de l'abbaye Saint-Victor de Marseille, édifiée vers le milieu du XIIe siècle. 
La chapelle a été remaniée au XVIIe siècle et restaurée en 1987.
La chapelle a été classée au titre des monuments historiques par arrêté du 20 janvier 2000.

## Architecture
Elle se compose d'un plan simple possédant une nef unique de trois travées et d'une abside semi-circulaire, couvertes d'une charpente à deux remparts. On suppose que cette construction est romane par la découverte de deux éléments majeurs. 
Le premier est une inscription VgO, que l'on retrouve plus de 11 fois sur les pierres de la chapelle et que l'on retrouve également sur plusieurs autres édifices romans provençaux tel que la chapelle Notre-Dame d'Aubune à Beaumes-de-Venise, ou la cathédrale Notre-Dame-de-Nazareth de Vaison-la-Romaine.
En effet, ces inscriptions sur les façades, sur le mur ouest et celui de l'abside portant la signature U.G.O, le G en faucille, permettent de donner une fourchette de construction ou de reconstruction entre 1140 et 1160. Il y a plusieurs hypothèses sur l'identité de ce "personnage"; soit un seul maître ouvrier soit une corporation d'artisans travaillant sur l'édifice. Le pourquoi de cette signature récurrente est soit dans le but d'être reconnu par ses pairs soit pour attester du travail au commanditaire afin qu'il(s) puisse(nt) être rémunéré(s).
Le deuxième élément est le décor.  La chapelle possède à l'intérieur un sobre décor de style antique de palmettes, de rinceaux, de frettes en impostes et de signes lapidaires qui évoquent les édifices romans de la région. Une inscription inédite en arabe au centre de l'abside, « Shahada » ("il n'y a d'autres divinités que Dieu"), posant des questions sur son auteur (un chrétien originaire d'Orient?) et sur la cause.
A l'extérieur, le décor du tympan nous apprend que la chapelle aurait été une possession des Templiers, en plus de sa vocation au Saint-Sépulcre. Un personnage en orant, deux croix aux branches évasées et des sarcophages sont représentés en bas-relief et témoignent de la fonction funéraire de la chapelle anciennement entourée d'un cimetière. 
Faute de documents écrits, ces éléments nous permettent d'émettre une période de construction de cette chapelle. Cependant les quelques archives de l'édifice datant du XVIIe siècle signale que l'édifice était à l'état de ruines en 1605 et fut reconstruit en 1692. 

### Le chevet
Le chevet est constitué d'une abside semi-circulaire unique bâtie en pierre de taille assemblée en grand appareil. 
Le mur pignon oriental présente une asymétrie prononcée et est surmonté d'une petite baie campanaire décentrée abritant une cloche unique.

Le chevet
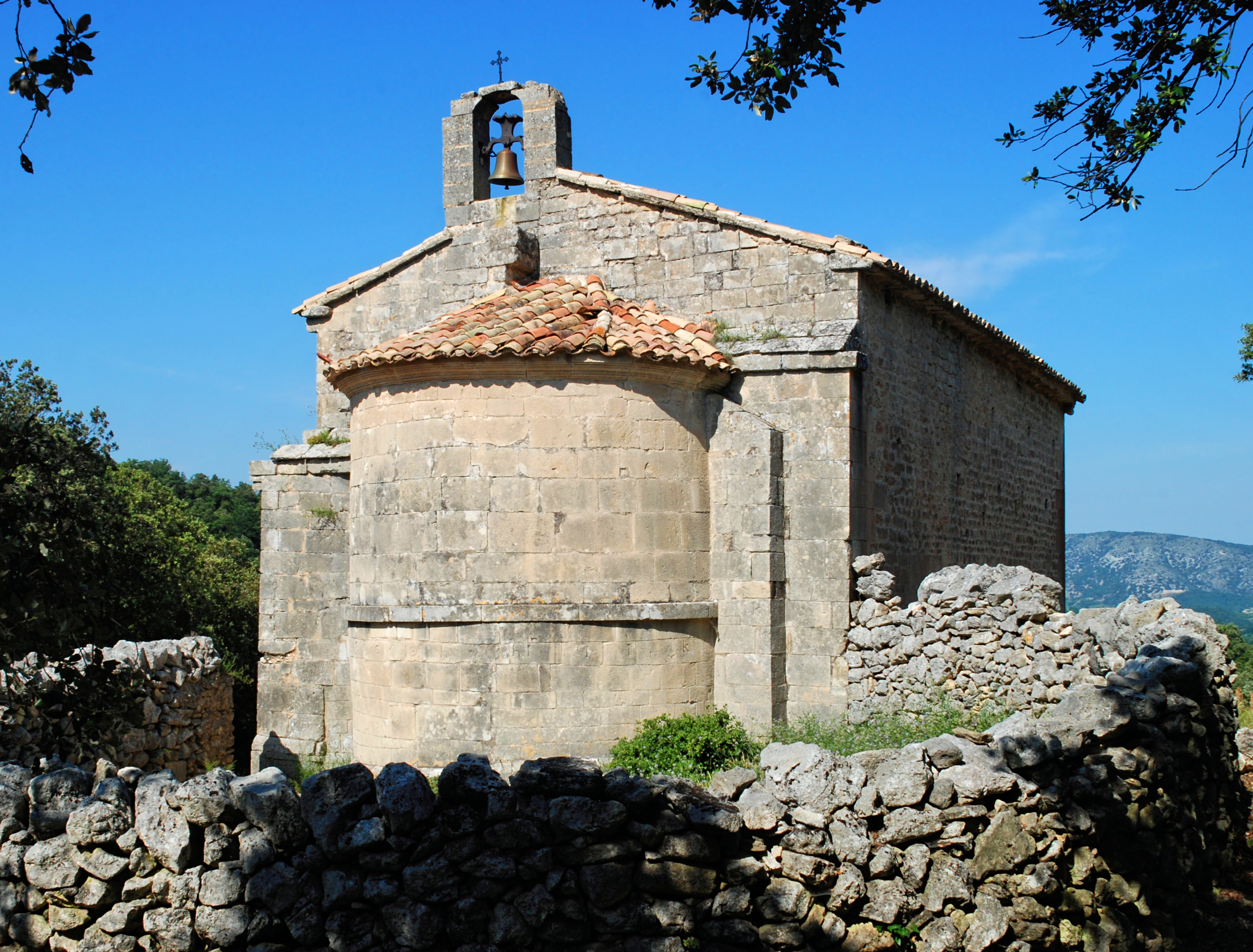
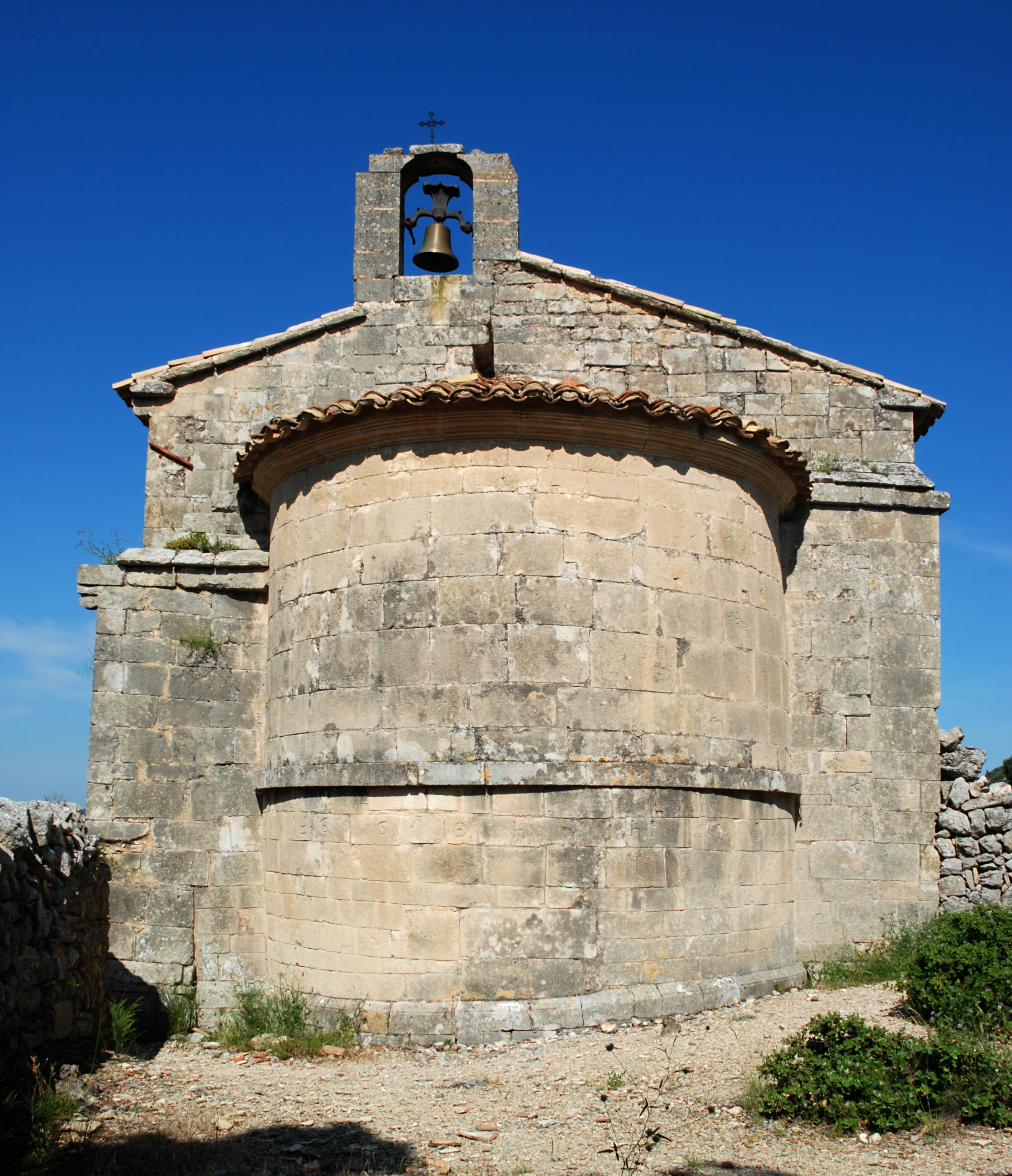
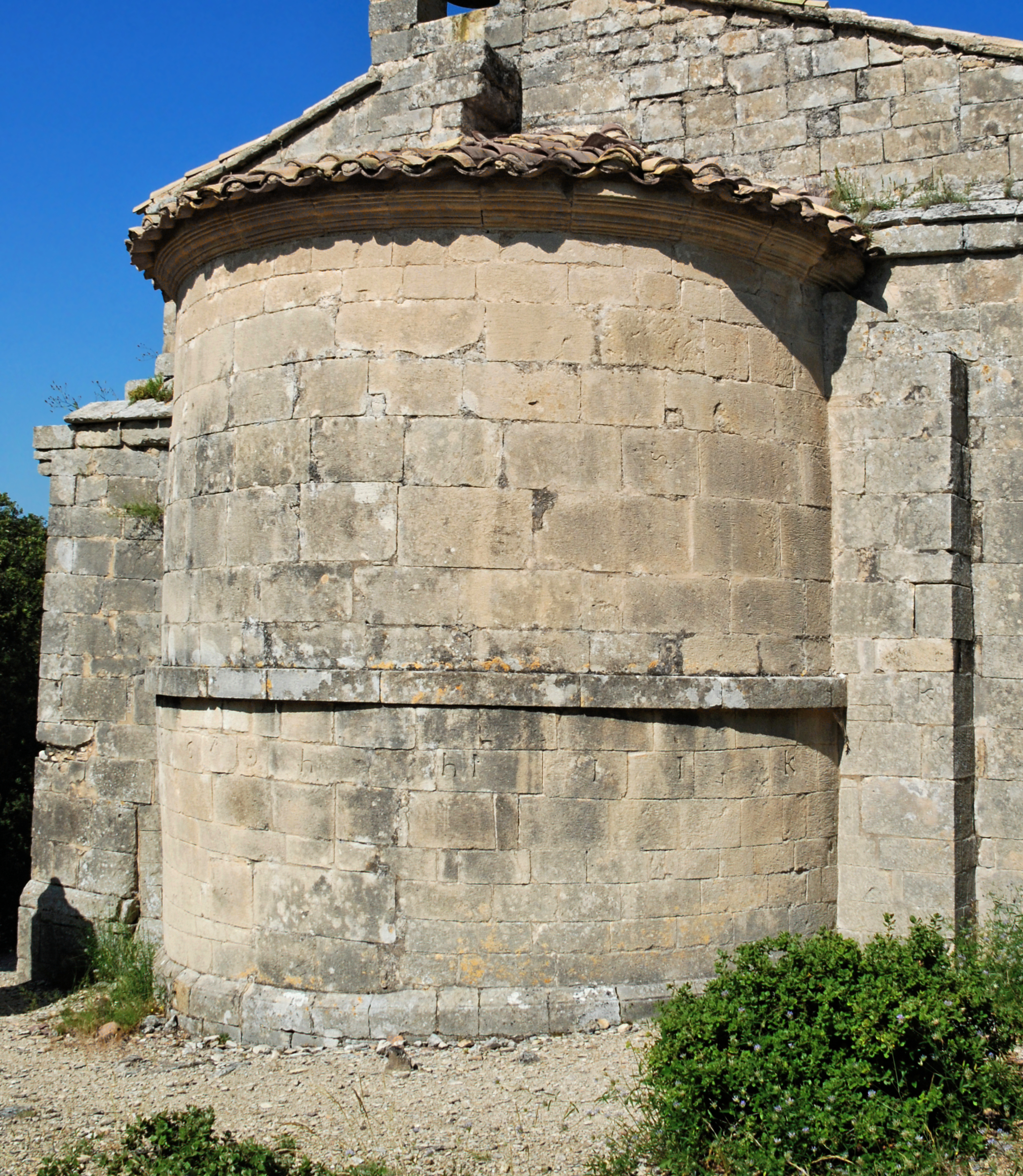

### La nef
La chapelle comprend une nef unique de trois travées dont la maçonnerie a été commencée en pierre de taille et continuée en moellons. 
La pierre de taille se cantonne à la première travée, à la porte et à la partie basse de la deuxième travée, à l'encadrement des baies situées en hauteur et au chaînage d'angle situé à la jonction des façades méridionale et occidentale. Le reste des maçonneries est réalisé en moellons.

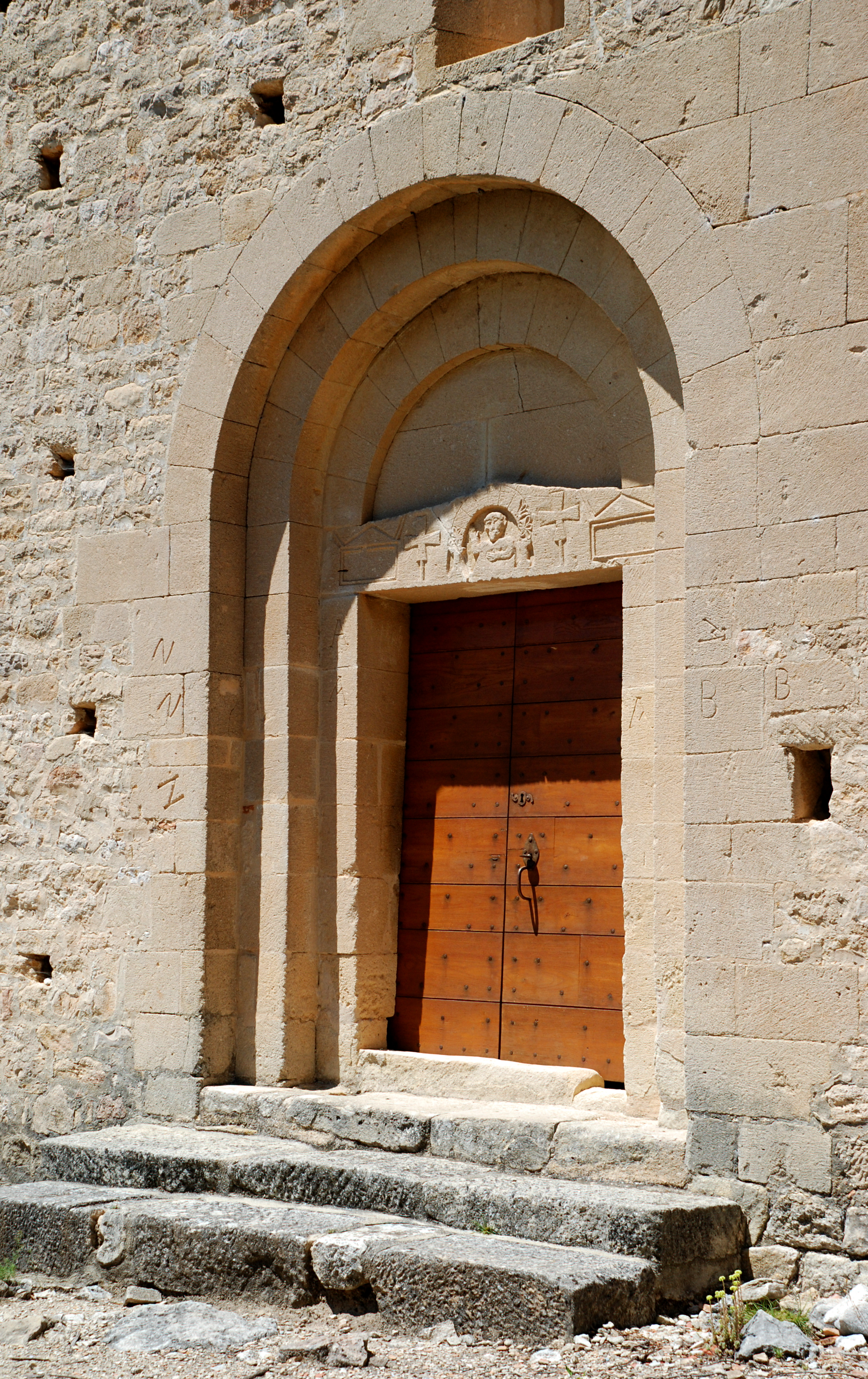
La porte romane.
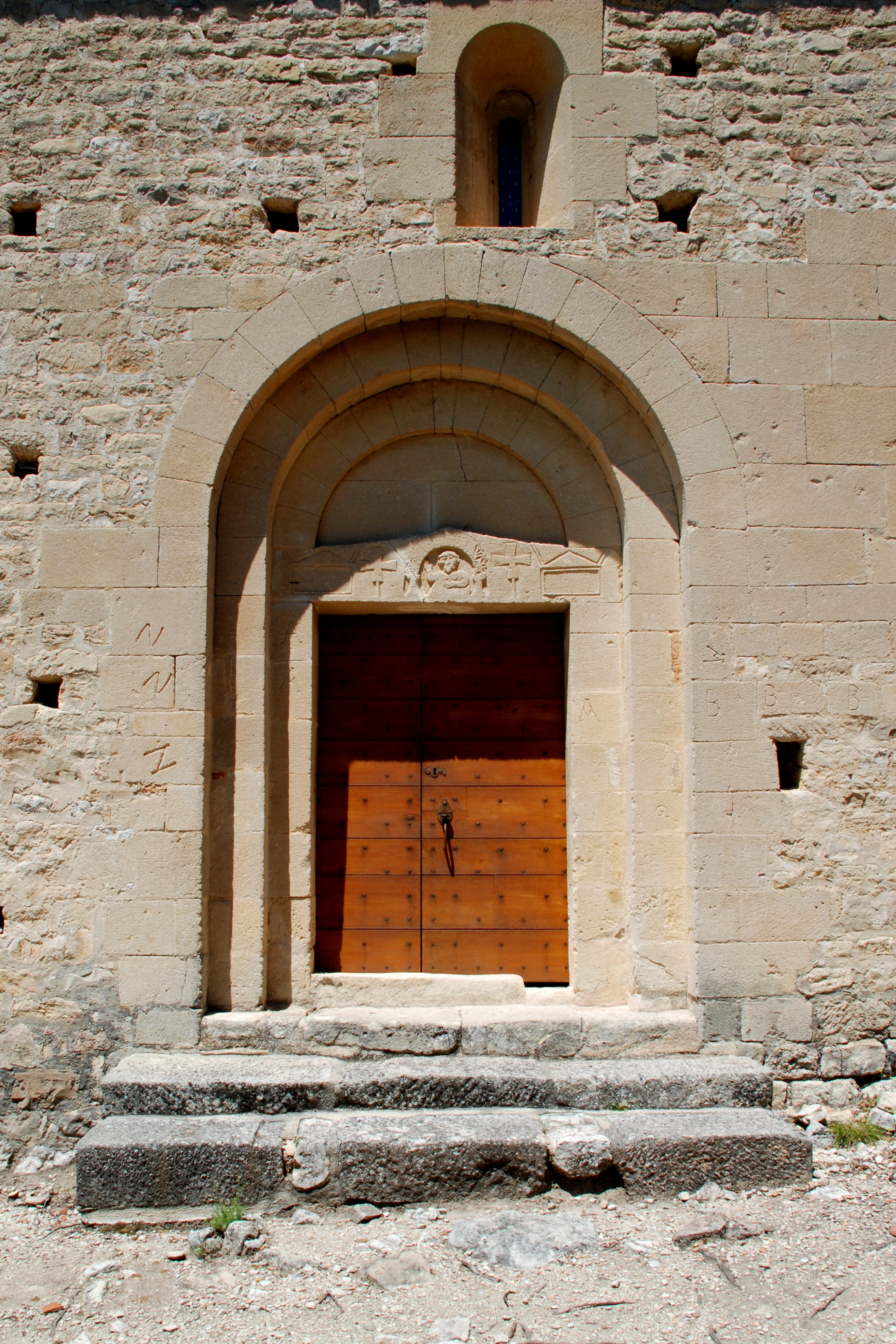
La porte romane.
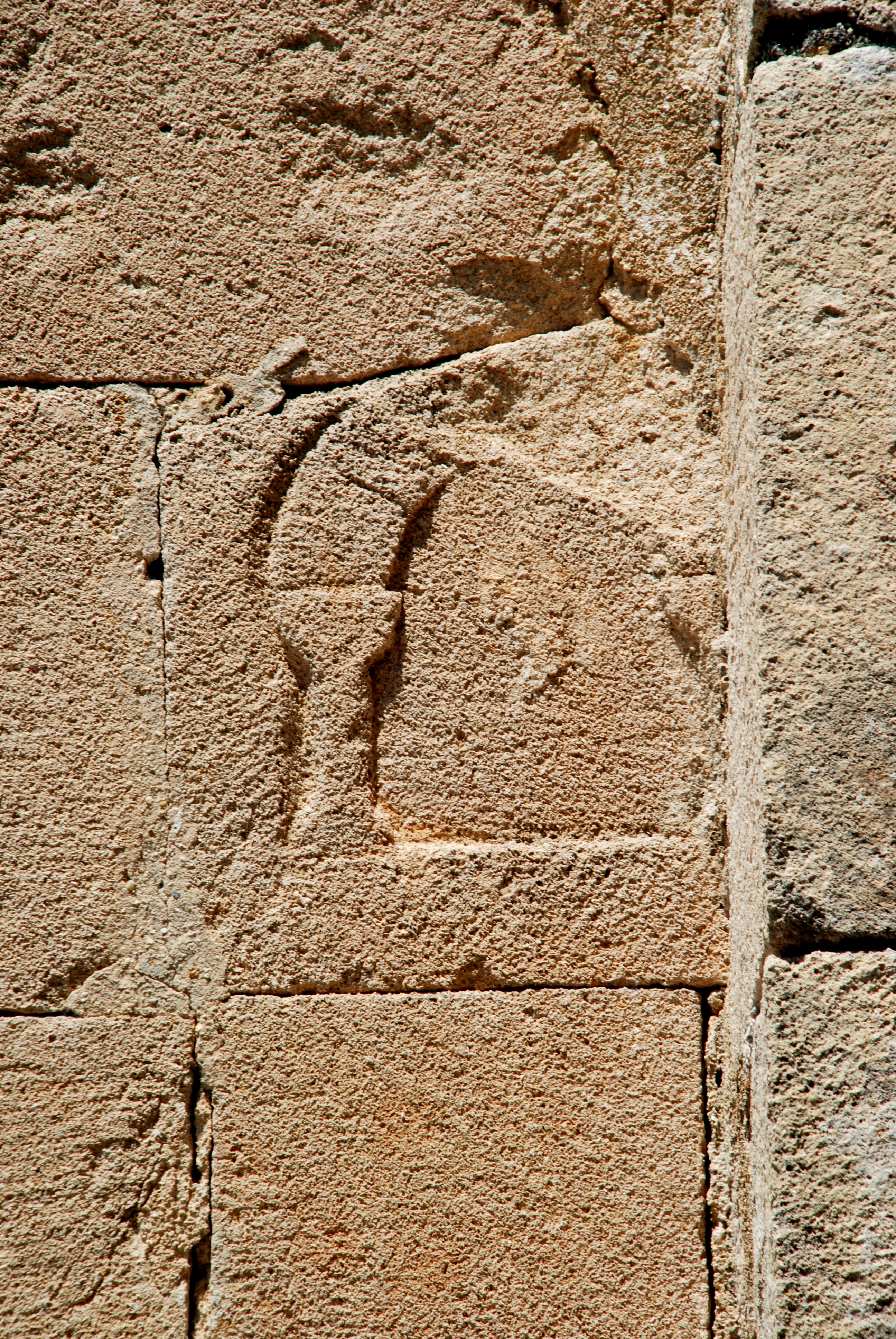
Fragment d'arc à droite de la porte.

### La porte et son linteau
L'élément le plus frappant de la chapelle du Saint-Sépulcre est incontestablement sa porte à triple voussure surmontée d'un tympan aveugle soutenu par un linteau sculpté à l'ornementation primitive, repris peut-être d'un édifice antérieur.
Ce linteau représente un personnage encadré de part et d'autre d'une croix pattée et d'un sarcophage. Le personnage est entouré de deux colonnettes soutenant un arc en plein cintre au décor inachevé, dont seuls trois claveaux sont ornés de palmettes, les autres claveaux étant lisses. 
L'identité de ce personnage a donné lieu à différentes interprétations : certains y voient le Christ, alors que d'autres y voient un homme prêtant serment ou un orant bénissant.

Le linteau roman
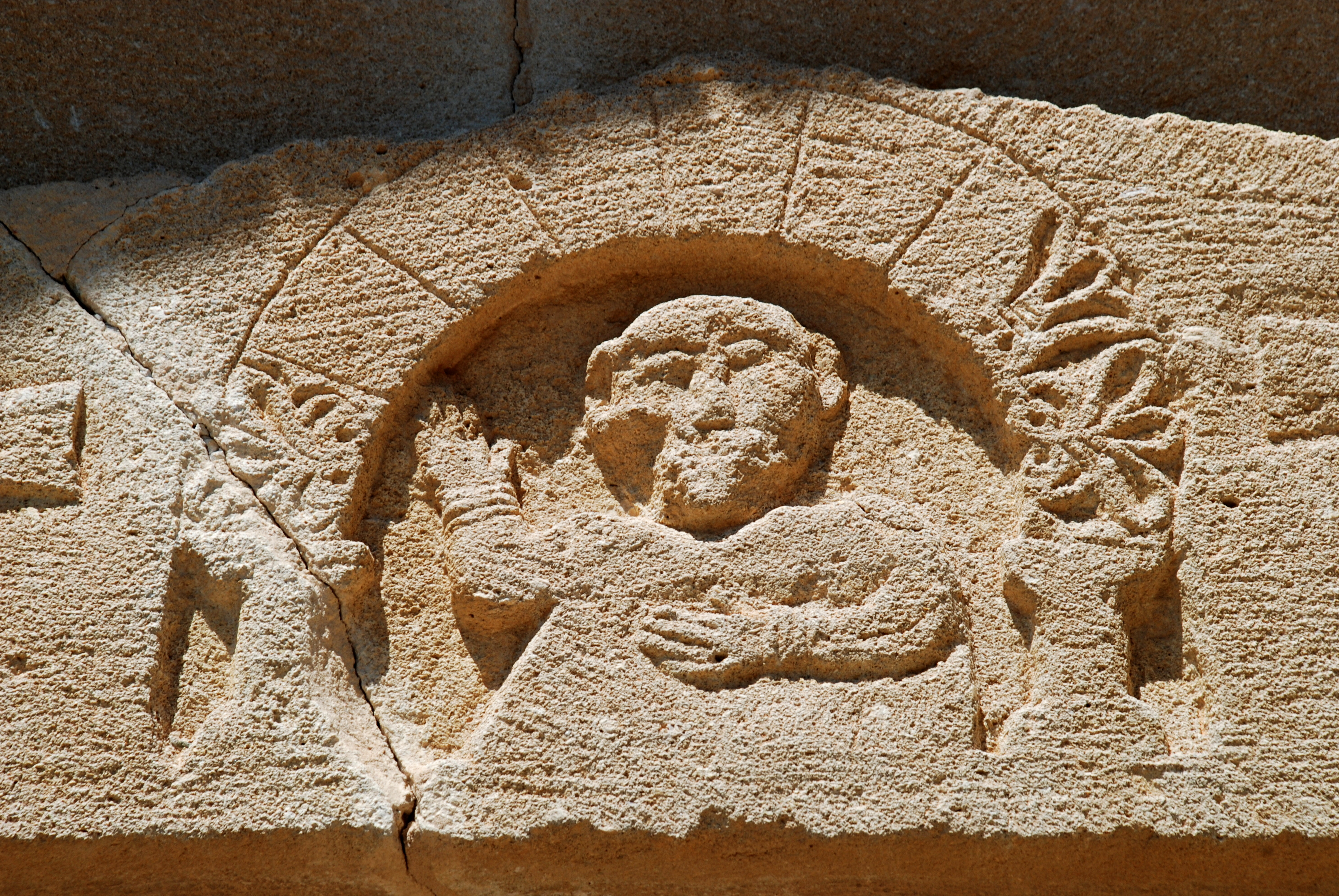
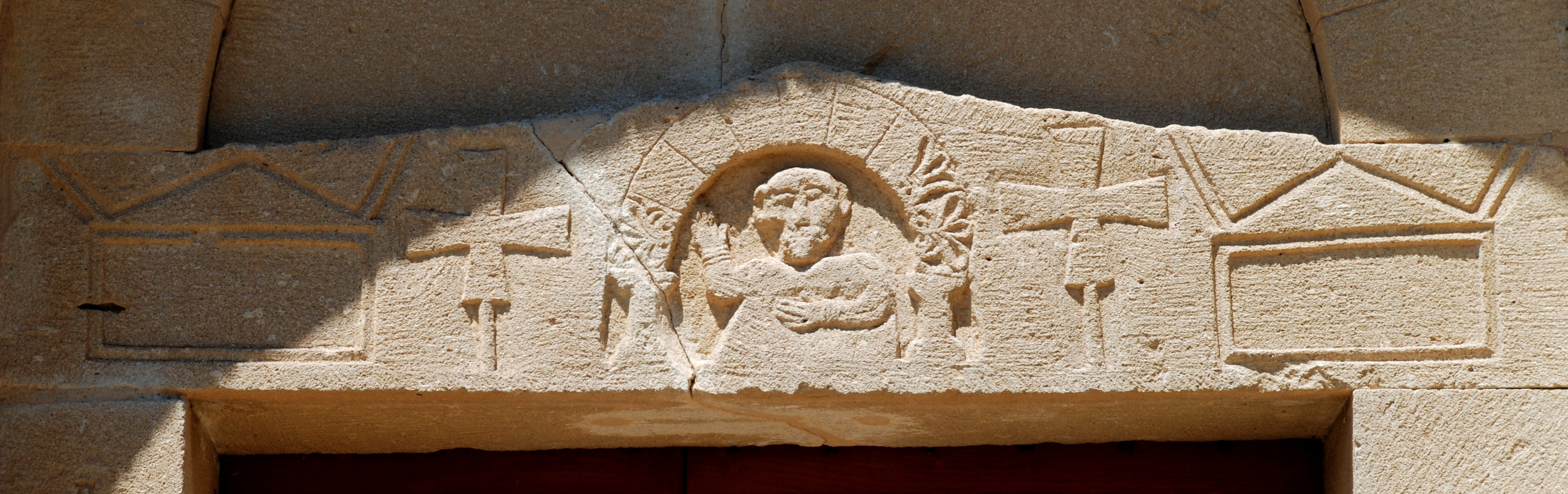
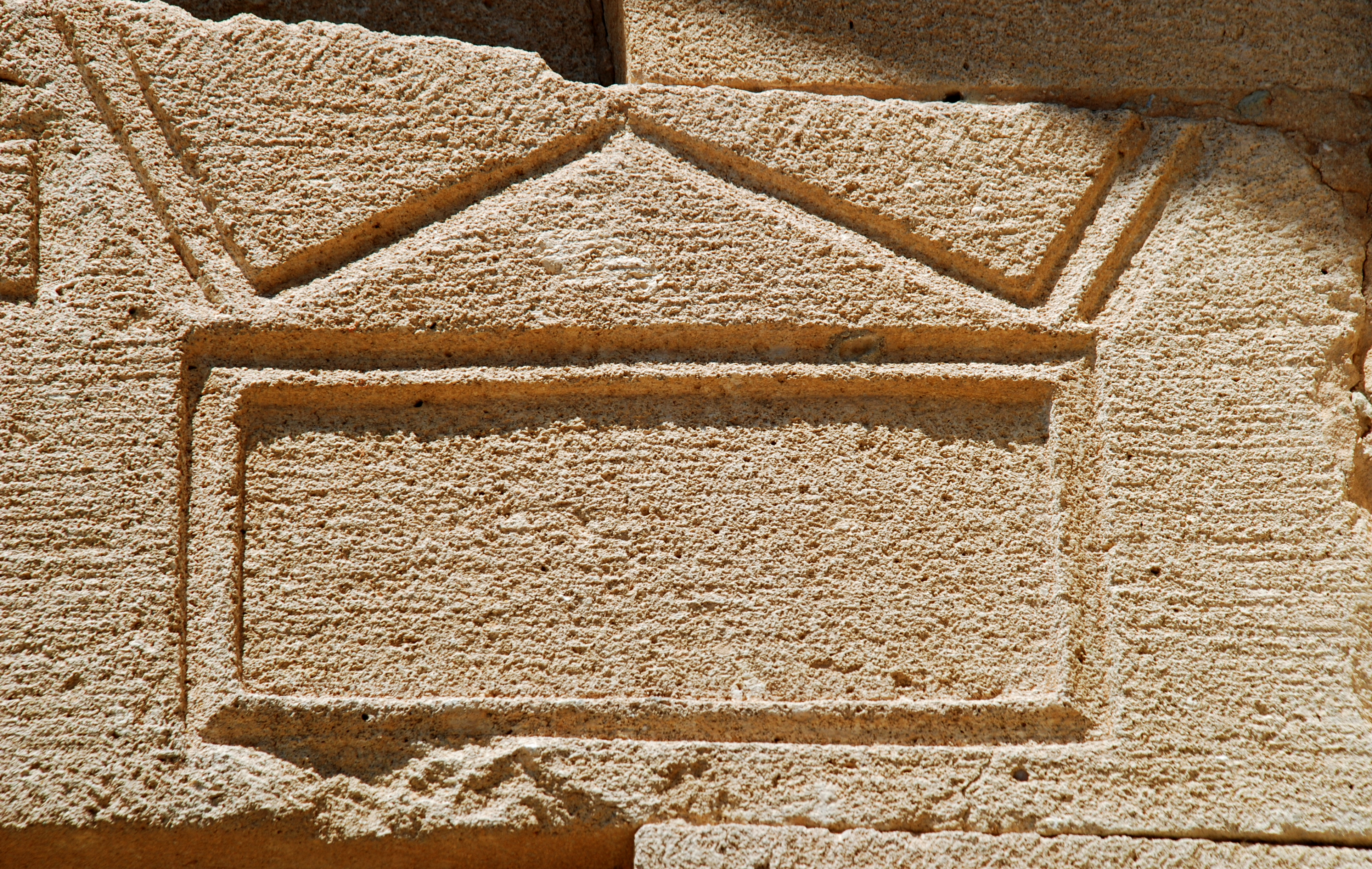

On trouve un curieux rappel de l'arc encadrant la figure centrale du linteau à droite de la porte, à environ deux mètres de celle-ci, sous la forme d'un bloc de pierre de taille orné d'une colonne et d'un fragment d'arc en plein cintre.

### Les marques de tâcheron
L'autre caractéristique frappante de la chapelle est constituée par les nombreuses marques de tâcherons gravées dans la pierre, :
- sur les deux assises de pierres situées sous le ressaut placé à mi-hauteur de l'abside : B renversé, h, G, G, G, A, spirale, H, I, H
- à droite de l'abside sur le mur pignon : deux k
- sur le chaînage d'angle situé à la jonction des façades méridionale et occidentale : trois Y
- à gauche de la porte : deux A, trois Z
- à droite de la porte : A, spirale, trois B

À noter que les lettres A sont de deux types différents.

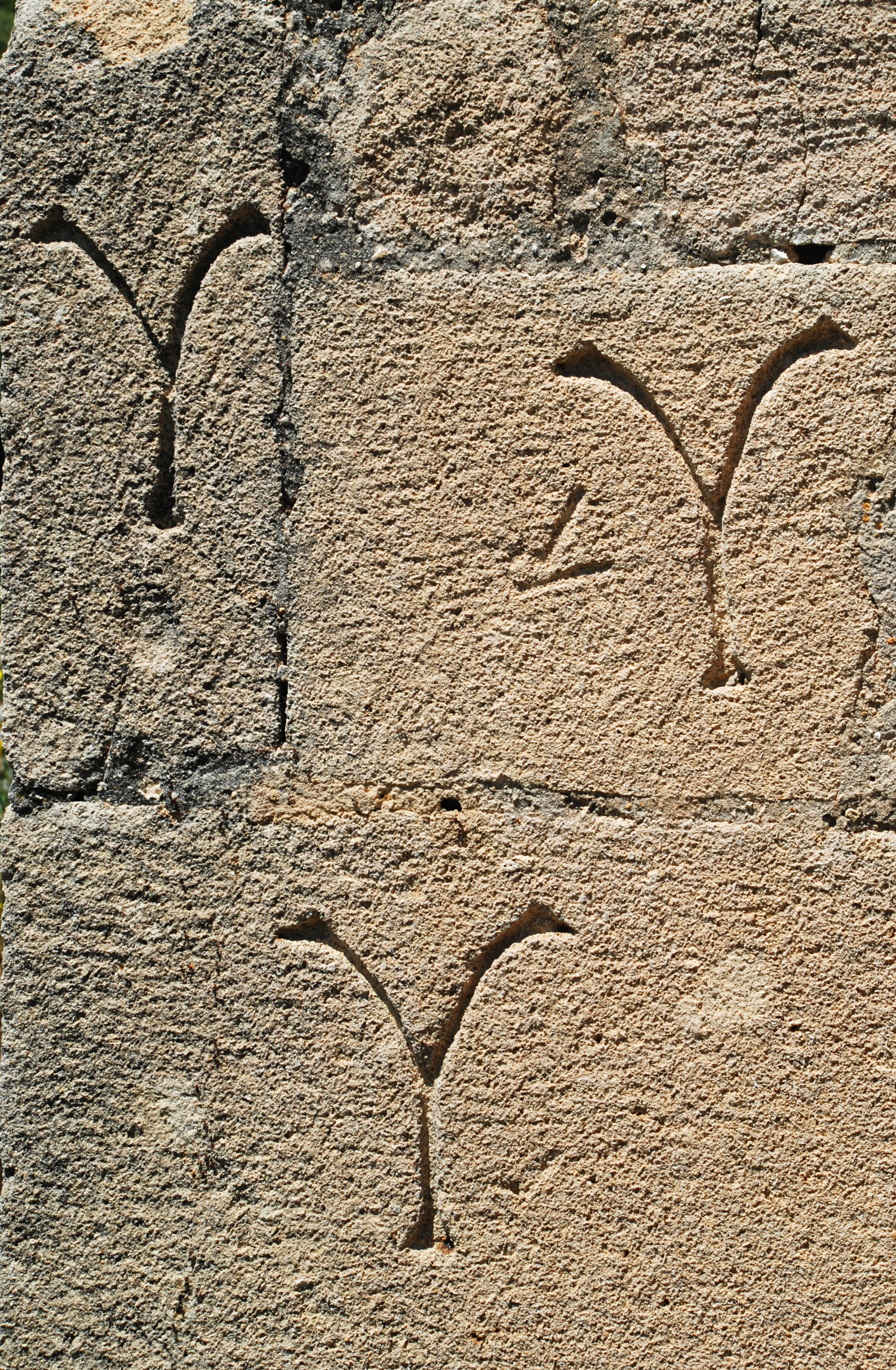
Marques de tâcheron sur le chaînage d'angle.
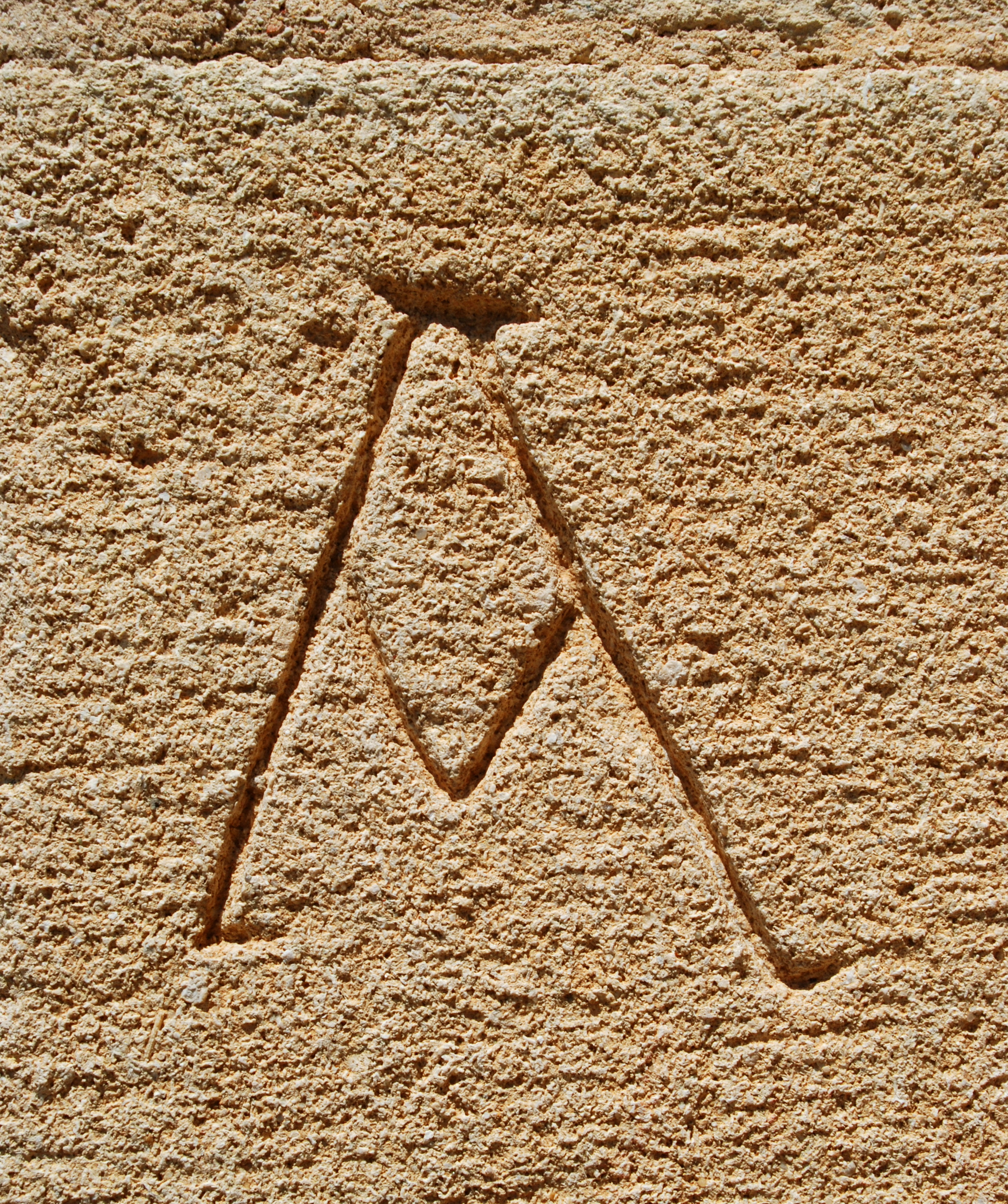
Marque de tâcheron à droite de la porte.
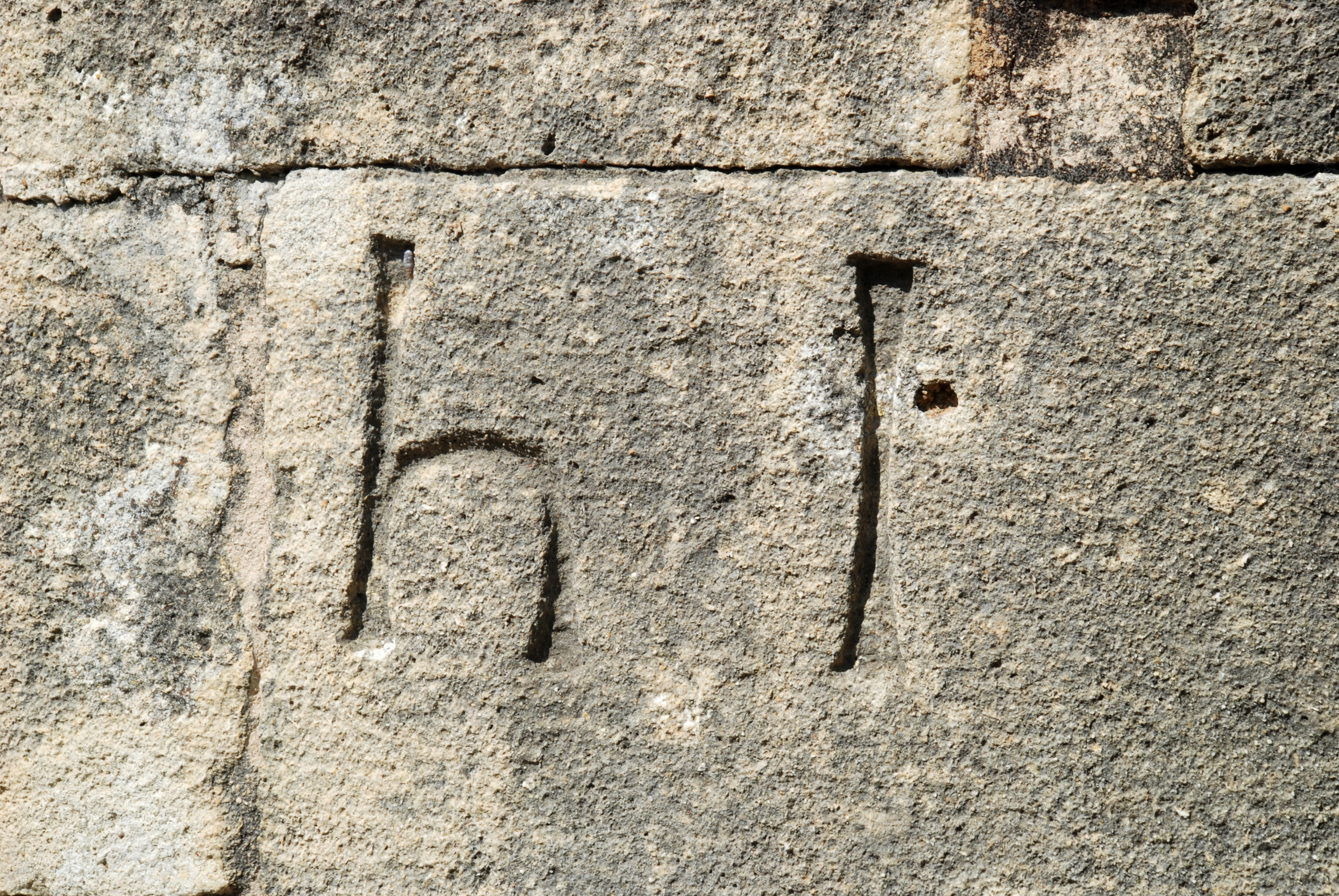
Marque de tâcheron sur l'abside.
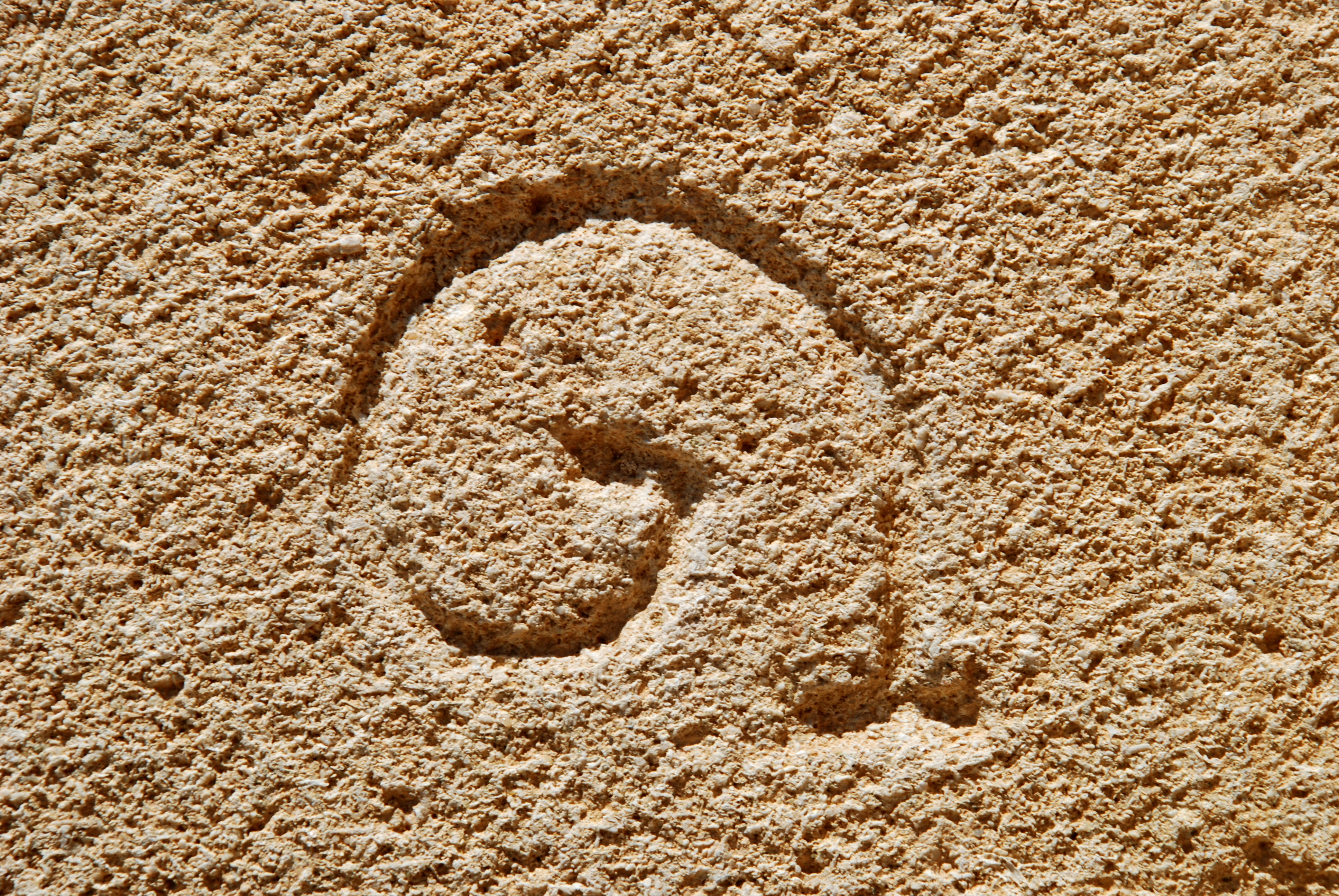
Marque de tâcheron sur l'abside.